# Afrocanthium burttii
Afrocanthium burttii (Syn.: Canthium burttii) ist eine Pflanzenart in der Familie der Rötegewächse aus dem Kongo, Tansania, Botswana und Sambia.

## Beschreibung
Afrocanthium burttii wächst als laubabwerfender Strauch oder kleiner Baum bis etwa 6–7 Meter hoch.
Die einfachen, kurz gestielten, papierigen Laubblätter sind gegenständig und meist an den Zweigenden angeordnet. Sie sind ganzrandig, eiförmig oder kellenförmig bis elliptisch, bespitzt bis spitz sowie mehr oder weniger behaart bis kahl und bis etwa 8–10 Zentimeter lang und bis 6–8 Zentimeter breit. Es sind oft kleine Nebenblätter vorhanden.
Es werden end- oder achselständige, kleine und zymöse Blütenstände gebildet. Die kurz gestielten, gelblich-grünen und sehr kleinen, zwittrigen Blüten sind meist fünfzählig mit doppelter Blütenhülle. Der mehr oder weniger behaarte Kelch ist sehr klein, mit zu einem Ring reduzierten Lappen. Die außen kahle, innen mehr oder weniger behaarte Krone ist in einer kurzen Kronröhre verwachsen, mit dreieckigen, klappigen und ausladenden Zipfeln. Es sind sehr kurze Staubblätter, oben in der kurzen Kronröhre, ausgebildet. Der zweikammerige, unterständige Fruchtknoten besitzt einen schlanken Griffel mit kopfiger und zweilappiger Narbe. Es ist ein kahler Diskus vorhanden.
Es werden bis 1–1,5 Zentimeter große, rundliche, schwach zweiteilige, orange-gelbliche bis bräunliche, fast kahle Steinfrüchte mit einem oder meist zwei eiförmigen, leicht runzligen, dünnschaligen und harten Steinkernen gebildet.

## Systematik
Man kann zwei Unterarten unterscheiden:
- Afrocanthium burttii subsp. burttii: Sie kommt von Tansania bis Botswana vor.[2]
- Afrocanthium burttii subsp. glabrum (Bridson) Govaerts: Sie kommt vom südwestlichen Tansania bis Sambia vor.[2]

## Verwendung
Die leicht sauren Früchte sind essbar.